# Guibeville
Guibeville là một xã ở tỉnh Essonne thuộc vùng Île-de-France miền bắc nước Pháp.
Theo điều tra dân số năm 1999, dân số xã này là 654 người. Ước tính dân số năm 2006 là 741.
Danh xưng cư dân địa phương Guibeville trong tiếng Pháp là Guibevillois.